# Gabriele Carrara
Gabriele Carrara (Rapallo, 15 agosto 1954) è un attore e doppiatore italiano.

## Biografia
Nato a Rapallo il 15 agosto 1954, si diploma all'Accademia Nazionale d'Arte Drammatica Silvio d'Amico nel 1968.
È sposato con la collega Daniela Gatti, che l'ha affiancato spesso in spettacoli teatrali. Inoltre è il fratello dell'attore e ispettore di produzione, Salvatore Carrara.

## Filmografia

### Cinema
- Una notte tempestosa, regia di Fulvio Tolusso – film TV (1970)[4]
- Casa privata per le SS, regia di Bruno Mattei (1977)
- KZ9 - Lager di sterminio, regia di Bruno Mattei (1977)
- Noi e l'amore - Comportamento sessuale variante, regia di Antonio D'Agostino (1986)

### Televisione
- Un uomo è un uomo di Bertolt Brecht, regia di Fulvio Tolusso (1972)

## Teatro
- L'anatra all'arancia di William Douglas-Home e Marc-Gilbert Sauvajon, regia di Alberto Lionello (1974)

## Doppiaggio

### Cinema
- Brian Dennehy in F/X - Effetto mortale, Gorky Park
- Scott Glenn in La fortezza
- Christopher Lee in La casa delle ombre lunghe
- Lewis Collins in Chi osa vince
- Joe Don Baker in Armato per uccidere
- Bela Lugosi in Un dramma per televisione

### Telenovelas
- Rogelio Guerra in Anche i ricchi piangono
- Salvador Pineda in Mariana, il diritto di nascere, Cuore di pietra
- Pablo Alarcon in Portami con te

### Animazione
- Mendoza in Belle et Sebastien
- Gioielliere Bhomer e Duca Roland de Guise in Lady Oscar
- Daimon in Mila e Shiro - Due cuori nella pallavolo
- Padre di Kitta in Juny peperina inventatutto
- Voce narrante in Shirab il ragazzo di Bagdad
- Prof. Satu in Io sono Teppei!
- Mister Marvin in Sampei
- Re del Gioco in Ranma ½ (2ª parte, 2ª ediz.)
- Wakamaru in Lamù
- King Star in Calendar Men
- Supremo Desslock in La corazzata Yamato
- Racer X in Superauto Mach 5
- Daigo Daimon in L'Uomo Tigre
- Antonio Hinoki in Uomo Tigre II
- Cockroll in Gakeen - Magnetico robot (ep. 27-39)
- Voce narrante in Gordian
- Jukei e Han in Ken il guerriero
- Myslim in B't X - Cavalieri alati
- Alberto Bottini in Cuore
- Simon Belmont in Un videogioco per Kevin - Captain N
- Omar Mirage in Shadow Strikers
- Hulk Hogan in I campioni del Wrestling
- Voce narrante in Nina Fragolina
- Zebigbos in Asterix e la pozione magica
- Faust in Galaxy Express 999 - The Movie
- Il gen. Zell in Leda
- Il Principe Leon e Nicholas Rosenheim in Raggio di Luna
- Il Dottor Strange in Spider-man - L'Uomo Ragno